# ХК Лев
ХК Лев (чеш. Lev) је професионални чешки хокејашки клуб који се од сезоне 2011/12 такмичи у Континенталној хокејашкој лиги (КХЛ лига). Клуб је основан 2010. године, а првобитно је наступао у словачком граду Попрад у Тетравагонка Арени капацитета 5.000 места.
Од сезоне 2012/13. клуб ће своје домаће утакмице играти у главном граду Чешке Републике Прагу, у дворани О2 Арена капацитета 17.360 седећих места.

## Историјат
Клуб је основан 2010. од стране чешког хокејашког менаџера Јарослава Зидека под именом ХК Лев Храдец Кралове са циљем играња у КХЛ лиги (требало је да дебитује у сезони 2010/11). Међутим Чешки савез хокеја на леду није регистровао клуб као свог члана и због тога није било могуће да ХК Лев дебитује у КХЛ лиги у сезони 2010/11. Због тога је управа клуба одлучила да клуб пресели у Словачку, у град Попрад. Пошто процес регистрације клуба у оквиру Хокејашког савеза Словачке није био готов пре почетка сезоне у КХЛ-у 2010/11 наступ клуба у овом такмичењу је пролонгиран за наредну сезону.
Словачка федерација хокеја на леду је 13. октобра 2010. регистровала ХК Лев као свога члана што је омогућило дебитовање клуба у КХЛ лиги у сезони 2011/12. Председник КХЛ лиге Александар Медведев је потврдио у фебруару 2011. да је клуб ХК Лев поднео захтев за наступ у КХЛ лиги у сезони 2011/12. Већ 2. марта 2011. објављено је да ће јуниорски погон тима ХК Татрански Вукови играти у јуниорској верзији КХЛ лиге (МХЛ лига).
Председник КХЛ лиге Александар Медведев је 9. маја 2011. у Братислави и службено потврдио учешће клуба у предстојећој сезони Континенталне хокејашке лиге.
ХК Лев ће наступати у КХЛ лиги од сезоне 2011/12 у Западној конференцији, у оквиру дивизије Бобров, а своје домаће мечеве играт ће у Тетравагонка Арени, коју ће делити са клубом ХК Попрад који се такмичи у словачкој Екстралиги. Клуб ће граду за кориштење дворане плаћати симболичну најамнину од 1 € за неограничено време кориштења дворане.

## Тренутни играчки кадар
Играчки кадар клуба закључно са9. августом 2011.
| Голмани  |              |                  |                     |
| Број     | Националност | Име              | Годиште             |
| 30       | Чешка        | Томаш Дуба       | 2. јул 1981.        |
| 50       | Словачка     | Јан Лацо         | 1. децембар 1981.   |
| Одбрана  |              |                  |                     |
| Број     | Националност | Име              | Годиште             |
| 9        | Чешка        | Јиржи Гункес     | 31. јул 1984.       |
| 25       | САД          | Луис Грант       | 20. јануар 1985.    |
| 24       | Словачка     | Бранислав Мезеј  | 8. октобар 1980.    |
| 56       | Словачка     | Владимир Мигалик | 29. јануар 1987.    |
| 29       | Чешка        | Карел Пиларж     | 23. децембар 1977.  |
| 5        | Канада       | Џонатан Сигалет  | 12. фебруар 1986.   |
| 77       | Словачка     | Мартин Штрбак    | 15. јануар 1975.    |
| Нападачи |              |                  |                     |
| Број     | Националност | Име              | Годиште             |
| 23       | Словачка     | Лубош Бартечко   | 14. јул 1976.       |
| 21       | Словачка     | Рудолф Гуна      | 27. мај 1980.       |
| 26       | Канада       | Ден Да Силва     | 30. април 1985.     |
| 27       | Чешка        | Јарослав Кристек | 16. март 1980.      |
| 51       | Шведска      | Емил Лундберг    | 11. јануар 1982.    |
| 78       | Словачка     | Јурај Микуш      | 22. фебруар 1982.   |
| 17       | Словачка     | Ладислав Нађ     | 1. јун 1979.        |
| 13       | Чешка        | Вацлав Недорош   | 16. март 1983.      |
| 71       | Чешка        | Томаш Нетик      | 28. април 1982.     |
| 16       | Словачка     | Петер Олвецки    | 11. октобар 1985.   |
| 12       | Шведска      | Карл Фабрицијус  | 29. септембар 1982. |
| 14       | Чешка        | Мартин хабада    | 14. јун 1977.       |
| 11       | Словачка     | Растислав Шпирко | 21. јун 1984.       |